# Fonollosa
Fonollosa és un municipi del Bages, a la perifèria occidental de la comarca. Es compon de 4 nuclis diferenciats, Camps, Canet de Fals, Fals i Fonollosa (poble que porta el mateix nom que el municipi). Limita al sud amb Aguilar de Segarra i Rajadell, al nord i al nord-oest amb Sant Mateu de Bages i a l’est amb Sant Joan de Vilatorrada.
| Entitat de població | Habitants (2024) |
| Canet de Fals       | 914              |
| Fals                | 356              |
| Fonollosa           | 227              |
| Camps               | 87               |
| Font: Idescat       |                  |

## Geografia
- Llista de topònims de Fonollosa (Orografia: muntanyes, serres, collades, indrets..; hidrografia: rius, fonts...; edificis: cases, masies, esglésies, etc).

Està situat al vessant sud de la serra de Castelltallat, a la vall de la riera del mateix nom, afluent del Riu Cardener. El territori és afaiçonat pels altiplans estructurals de Fonollosa (527 m) i de Fals (480 m), a banda i banda de la riera de Fonollosa —dita també de Fals—, afluent per la dreta del Cardener.
La vegetació predominant a tot el municipi són pinars i alzinars.

## Economia
L'agricultura de secà (cereals, vinyes, oliveres i ametllers) predomina sobre la de regadiu. La ramaderia ha experimentat un gran impuls amb la instal·lació de granges de ramat porcí, boví i d'aviram.

## Demografia (Habitants en total al municipi de Fonollosa)
| 1497 f | 1515 f | 1553 f | 1717 | 1787 | 1857  | 1877 | 1887 | 1900 | 1910 |
| ------ | ------ | ------ | ---- | ---- | ----- | ---- | ---- | ---- | ---- |
| 26     | 28     | 39     | 269  | 334  | 1.262 | 983  | 852  | 818  | 955  |

| 1920 | 1930  | 1940  | 1950 | 1960 | 1970 | 1981 | 1990 | 1992 | 1994 |
| ---- | ----- | ----- | ---- | ---- | ---- | ---- | ---- | ---- | ---- |
| 967  | 1.092 | 1.036 | 979  | 816  | 656  | 628  | 652  | 706  | 706  |

| 1996 | 1998 | 2000 | 2002  | 2004  | 2006  | 2008  | 2010  | 2012  | 2014  |
| ---- | ---- | ---- | ----- | ----- | ----- | ----- | ----- | ----- | ----- |
| 816  | 852  | 941  | 1.061 | 1.173 | 1.280 | 1.362 | 1.401 | 1.438 | 1.429 |

| 2016  | 2018  | 2020  | 2022  | 2024  | 2026 | 2028 | 2030 | 2032 | 2034 |
| ----- | ----- | ----- | ----- | ----- | ---- | ---- | ---- | ---- | ---- |
| 1.401 | 1.439 | 1.459 | 1.546 | 1.585 | -    | -    | -    | -    | -    |

## Història
El seu nom té origen botànic i és documentat des de la primeria del segle XI. Fou senyoria de la casa comtal, i després ducal, de Cardona, com també ho foren Camps i Fals.
Fonollosa veu la llum documental al 1029, el vescomte de Cardona fa donació a Santa Cecília de Montserrat d’unes terres del terme del castell de Montedon, i en l’acte s'especifica que són situades als llocs de “Cancis” i “Fenuculosa”, és a dir: Camps i Fonollosa. Les terres del terme foren repoblades en el segle IX, juntament amb les altres del comtat de Manresa que havien quedat desorganitzades i, en bona part, desertes, i es posaren sota la jurisdicció dels castells de Castelltallat (Camps i Fonollosa) i de Fals, que al seu torn eren domini eminent del de Cardona; una situació que es perllongaria gairebé durant un mil·lenni.